# Dwayne Bacon
Dwayne Lee Bacon, Jr., né le 30 août 1995 à Lakeland en Floride, est un joueur américain de basket-ball évoluant aux postes d'arrière et ailier.

## Biographie

### Carrière universitaire
Entre 2015 et 2017, il joue pour les Seminoles de Florida State à l'université d'État de Floride.

### Carrière professionnelle

#### Hornets de Charlotte (2017-2020)
Lors de la Draft 2017 de la NBA, il est choisi en 40e position par les Pelicans de La Nouvelle-Orléans mais est ensuite échangé aux Hornets de Charlotte, il y signe son contrat le 6 juillet 2017.

#### Magic d'Orlando (2020-2021)
Agent libre à l'intersaison, il signe pour deux ans avec le Magic d'Orlando. Il est coupé par le Magic le 8 août 2021.

#### AS Monaco (2021-2022)
Dwayne Bacon signe ensuite avec les Knicks de New York le 19 août 2021. Il n'est pas conservé pour la saison régulière et en octobre, il s'engage pour la saison avec l'AS Monaco, club qui évolue en championnat de France et en Euroligue.
Fin septembre 2022, il est invité au camp d'entraînement des Lakers de Los Angeles mais n'est pas conservé.

#### Panathinaikos (2022-2023)
Le 23 octobre, il signe en Grèce au Panathinaïkos ! Il y retrouvera l'Euroligue après une première expérience réussie. Mais également son ancien coéquipier à l'AS Monaco Basket, Paris Lee.

## Clubs successifs
- 2017 - 2020 :  Hornets de Charlotte (NBA) / Swarm de Greensboro (G-League)
- 2020 - 2021 :  Magic d'Orlando (NBA)
- 2021 - 2022 :  AS Monaco Basket (Betclic Élite / Euroligue)
- 2022 - 2023 :  Panathinaïkos (HEBA A1 / Euroligue)

## Statistiques

### Universitaires
| Saison    | Équipe        | Matchs | Titul. | Min./m | % Tir | % 3pts | % LF | Rbds/m. | Pass/m. | Int/m. | Ctr/m. | Pts/m. |
| --------- | ------------- | ------ | ------ | ------ | ----- | ------ | ---- | ------- | ------- | ------ | ------ | ------ |
| 2015-2016 | Florida State | 34     | 32     | 28,8   | 44,7  | 28,1   | 71,4 | 5,79    | 1,47    | 0,97   | 0,03   | 15,76  |
| 2016-2017 | Florida State | 35     | 35     | 28,8   | 45,2  | 33,3   | 75,4 | 4,20    | 1,74    | 1,00   | 0,11   | 17,23  |
| Total     | Total         | 69     | 67     | 28,8   | 44,9  | 31,2   | 73,3 | 4,99    | 1,61    | 0,99   | 0,07   | 16,51  |

### Professionnelles

#### Saison régulière
| Saison    | Équipe    | Matchs | Titul. | Min./m | % Tir | % 3pts | % LF | Rbds/m. | Pass/m. | Int/m. | Ctr/m. | Pts/m. |
| --------- | --------- | ------ | ------ | ------ | ----- | ------ | ---- | ------- | ------- | ------ | ------ | ------ |
| 2017-2018 | Charlotte | 53     | 6      | 13,5   | 37,5  | 25,6   | 80,0 | 2,34    | 0,72    | 0,30   | 0,04   | 3,30   |
| 2018-2019 | Charlotte | 43     | 13     | 17,6   | 47,5  | 43,7   | 73,9 | 2,07    | 1,09    | 0,28   | 0,12   | 7,35   |
| 2019-2020 | Charlotte | 39     | 11     | 17,6   | 34,8  | 28,4   | 66,0 | 2,56    | 1,33    | 0,59   | 0,05   | 5,74   |
| 2020-2021 | Orlando   | 72     | 50     | 25,7   | 40,2  | 28,5   | 82,4 | 3,10    | 1,30    | 0,60   | 0,10   | 10,90  |
| Total     | Total     | 207    | 80     | 19,4   | 40,2  | 31,4   | 78,0 | 2,60    | 1,10    | 0,50   | 0,10   | 7,30   |

Mise à jour le 30 septembre 2021

## Records sur une rencontre en NBA
Les records personnels de Dwayne Bacon en NBA sont les suivants, :
| Type de statistique        | Saison régulière | Saison régulière           | Saison régulière |
| Type de statistique        | Record           | Adversaire                 | Date             |
| -------------------------- | ---------------- | -------------------------- | ---------------- |
| Points                     | 25               | @ Warriors de Golden State | 2 novembre 2019  |
| Paniers marqués            | 10               | 2 fois                     | 2 fois           |
| Paniers tentés             | 21               | 2 fois                     | 2 fois           |
| Paniers à 3 points réussis | 5                | @ Raptors de Toronto       | 24 mars 2019     |
| Paniers à 3 points tentés  | 8                | 3 fois                     | 3 fois           |
| Lancers francs réussis     | 7                | 76ers de Philadelphie      | 19 mars 2019     |
| Lancers francs tentés      | 11               | 76ers de Philadelphie      | 19 mars 2019     |
| Rebonds offensifs          | 3                | @ Warriors de Golden State | 2 novembre 2019  |
| Rebonds défensifs          | 11               | Hawks d'Atlanta            | 20 octobre 2017  |
| Rebonds totaux             | 11               | Hawks d'Atlanta            | 20 octobre 2017  |
| Passes décisives           | 5                | 2 fois                     | 2 fois           |
| Interceptions              | 3                | Spurs de San Antonio       | 26 mars 2019     |
| Contres                    | 1                | 9 fois                     | 9 fois           |
| Balles perdues             | 4                | 2 fois                     | 2 fois           |
| Minutes jouées             | 38               | @ Lakers de Los Angeles    | 29 mars 2019     |

- Double-double : 0
- Triple-double : 0

Dernière mise à jour : 12 octobre 2020